# Karoro Pond
Karoro Pond är en sjö i Antarktis. Den ligger i Östantarktis. Nya Zeeland gör anspråk på området. Karoro Pond ligger 1 470 meter över havet.